# C/2004 Q2 (Machholz)
Pour les autres comètes découvertes par Donald Machholz, voir Comète Machholz.
C/2004 Q2 (Machholz) est une comète, découverte le 27 août 2004 par l'astronome amateur Donald Edward Machholz en Californie avec un télescope de 150 mm alors que l'astre présentait une magnitude de 11,8. 
Elle est passée au plus près de la Terre, à 0,34 ua, le 5 janvier 2005 avec une magnitude maximale prévue de 4,1. Elle devint alors visible à l'œil nu dans la constellation du Taureau, avec un passage à 2° de l'amas des Pléiades le 7 janvier. Le 28 elle passait à 5° du double amas de Persée.

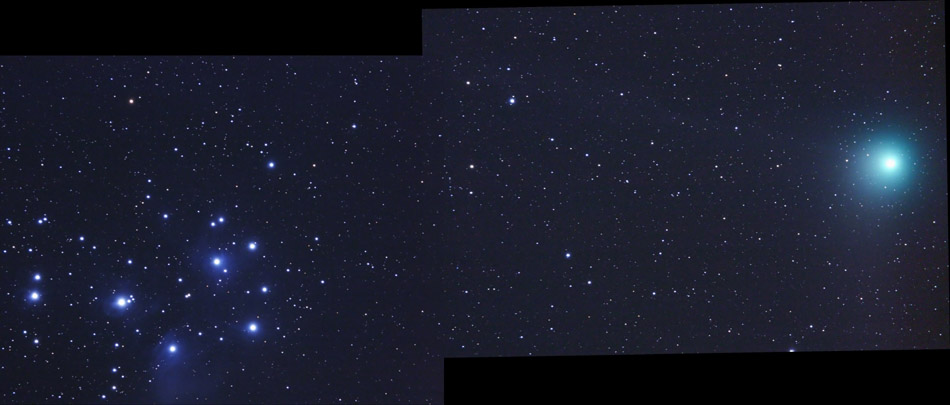
La comète Machholz photographiée près de l'amas des Pléiades